# Crotalus
Crotalus (Linnaeus, 1758) è un genere di serpenti velenosi facenti parte della famiglia Viperidae (sottofamiglia Crotalinae), diffusi nelle Americhe; dal sud del Canada al nord dell'Argentina.

## Etimologia
Il nome deriva dal greco krotalon che significa "sonaglio" e si riferisce al tipico sonaglio di anelli cornei presente sulla parte finale della coda, che è una caratteristica distintiva di questo genere e del genere Sistrurus.

## Descrizione
La lunghezza dei serpenti appartenenti al genere Crotalus varia da 25-30 cm (C. intermedius, C. pricei), fino oltre i 150 cm (C. adamanteus, C. atrox). Solitamente gli adulti maschi sono leggermente più grandi delle femmine. Rispetto alla maggior parte dei serpenti, hanno un corpo tozzo, la testa triangolare e la coda corta, anche se alcune vipere africane sono più massicce. La maggior parte di questi serpenti è facilmente riconoscibile dal caratteristico sonaglio presente alla fine della coda, anche se alcune popolazioni isolane fanno eccezione a questa regola: C. catalinensis ha perso completamente il suo sonaglio, C. ruber lorenzoensis solitamente non ha il sonaglio, e sia C. r. lucasensis che C. molossus estebanensis tendono a non presentare il sonaglio. Il sonaglio può inoltre mancare in alcuni esemplari, a causa di anomalie congenite.
Il sonaglio, di cui sono sprovvisti alla nascita, consiste vagamente in una serie di gusci vuoti, ciascuno dei quali è stato, in un certo periodo, la squama che copriva la punta della coda.
Oltre a 2 lunghi denti aguzzi utilizzati per iniettare il veleno, una peculiarità di tutta la sottofamiglia dei Crotalinae è la presenza di sensibilissimi recettori ad infrarossi, che sono localizzati in due fossette tra l'occhio e la narice. Questi recettori permettono di individuare le prede, ed hanno una funzione fondamentale visto che questi serpenti sono sordi. All'interno delle fossette, che vengono continuamente sfiorate con la lingua, l'organo termorecettoriale è rivestito da una sottile membrana. Quando i raggi infrarossi colpiscono la membrana, la temperatura del recettore aumenta e permette al serpente di determinare l'intensità e la direzione da cui provengono i raggi infrarossi. Vari studi hanno dimostrato che questi sensori sono sensibilissimi, riuscendo a percepire variazioni di temperatura nell'ordine di 0,003 °C. Inoltre, in quanto i recettori sono due, la sovrapposizione delle loro singole percezioni permette al serpente di creare una vera e propria percezione tridimensionale del calore, molto utile per localizzare la posizione esatta della preda.
Da un recente studio di Theodora Vonstille pubblicato su Nature, il sonaglio viene fatto vibrare trasformandolo così in una sorta di dinamo che carica elettrostaticamente il corpo dell'animale dando modo alla lingua di sentire le cariche elettriche presenti nell'aria. Il serpente riesce così ad avere un'esatta percezione dell'ambiente in cui si trova, riuscendo a localizzare le prede da catturare e le tane in cui nascondersi.

## Tassonomia
Il genere comprende le seguenti specie:
- Crotalus adamanteus Palisot de Beauvois, 1799
- Crotalus aquilus Klauber, 1952
- Crotalus atrox Baird et Girard, 1853
- Crotalus basiliscus (Cope, 1864)
- Crotalus catalinensis Cliff, 1954
- Crotalus cerastes Hallowell, 1854
- Crotalus cerberus (Coues, 1875)
- Crotalus culminatus Klauber, 1952
- Crotalus durissus Linnaeus, 1758
- Crotalus enyo (Cope, 1861)
- Crotalus ericsmithi Campbell & Flores-VillelA, 2008
- Crotalus horridus Linnaeus, 1758
- Crotalus intermedius Troschel, 1865
- Crotalus lannomi Tanner, 1966
- Crotalus lepidus (Kennicott, 1861)
- Crotalus mitchellii (Cope, 1861)
- Crotalus molossus Baird et Girard, 1853
- Crotalus oreganus (Holbrook, 1840)
- Crotalus ornatus Hallowell, 1854
- Crotalus polystictus (Cope, 1865)
- Crotalus pricei Van Denburgh, 1895
- Crotalus pusillus Klauber, 1952
- Crotalus ravus Cope, 1865
- Crotalus ruber Cope, 1892
- Crotalus scutulatus (Kennicott, 1861)
- Crotalus simus Latreille, 1801
- Crotalus stejnegeri Dunn, 1919
- Crotalus stephensi Klauber, 1930
- Crotalus tancitarensis Alvarado-Díaz & Campbell, 2004
- Crotalus tigris Kennicott, 1859
- Crotalus totonacus Gloyd & Kauffeld, 1940
- Crotalus transversus Taylor, 1944
- Crotalus triseriatus (Wagler, 1830)
- Crotalus tzabcan Klauber, 1952
- Crotalus viridis (Rafinesque, 1818)
- Crotalus willardi Meek, 1905